# Тартлфорд (Саскачеван)
Тартлфорд (енгл. Turtleford) је насељено место са администартивним статусом варошице у западном делу централног Саскачевана у Канади. Налази се на раскрсници магистралних друмова 3 и 26 на око 90 km северозападно од града Северни Бетлфорд и око 40 km северно од варошице Мејдстоун.

## Историја
Први досељеници на подручје овог насеља стигли су крајем 1907. и почетком 1908. године, а новоосновано насеље добија име по првом управнику поште Џону Блуму Тартлфорду. Насеље је 1913. добило и властиту пошту (самим тим и статус сеоске заједнице), а годину дана касније и железничку линију. Некада густе шуме су искрчене и претворене у плодне оранице, а само насеље постаје центар тог пољопривредног краја. 
Насеље је од 1983. административно уређено као варошица од провинцијског значаја. У ту част у центру вароши је подигнута велика скулптура корњаче (turtle = корњача) коју локално становништво назива Ерни.
Привреда поред пољопривреде почива и на експлоатацији нафте и гаса (од 80-их година прошлог века) те туризму. У вароши се традиционално сваке године почетком августа одржава пољопривредни сајам. 

## Демографија
Према резултатима пописа становништва из 2011. у варошици је живело 525 становника у укупно 227 домаћинстава, што је за 13,9% више у односу на 461 житеља колико је регистровано приликом пописа 2006. године.
| 2006. | 2011. |
| ----- | ----- |
| 461   | 525   |